# Адольф, Курт
Курт А́дольф (нем. Kurt Adolff, родился 5 ноября 1921 года в Штутгарте — умер 24 января 2012 года) — немецкий автогонщик, участвовавший в Гран-при Германии 1953 года, а также во второстепенных соревнованиях национального уровня.

## Биография
Наследник, впоследствии владелец текстильной компании. Гоняться начал в гонках седанов в компании с Карлом Клингом и Фрицем Риссом. Во время Второй мировой войны служил парашютистом. В начале 50-х годов начал выступления в гонках спорткаров и Формуле-2 национального уровня. Занял второе место в гонке спорткаров в Хоккенхайме в 1950, в том же году выиграл Солитюдские гонки (нем. Solituderennen), в 1952 стал третьим в Эйфельских гонках, также в Хоккенхайме. Получал предложение выступать за команду от шефа Mercedes Альфреда Нойбауэра, но отказался.
Пиком карьеры Курта стал 1953 год, когда он был приглашён в команду Руди Фишера «Ecurie Espadon». За эту команду за рулём Ferrari 500 он принял участие в Эйфельских гонках, финишировав четвёртым с отставанием почти в минуту, затем в июле на том же автомобиле не смог добраться до финиша Афусских гонок. В августе принял участие в единственном для себя Гран-при Формулы-1. На этот раз в его распоряжении была устаревшая модель Ferrari 166C, так что результаты оказались соответствующими — в квалификации он был 27-м из 34 участников, в гонке сошёл уже на 4-м круге. Впоследствии непродолжительное время выступал в горных гонках, после чего закончил гоночную карьеру и занялся семейным бизнесом.
В середине 1990-х годов, после перехода Михаэля Шумахера в «Феррари», ненадолго вновь привлёк внимание прессы, поскольку был первым немцем, управлявшим болидом «Феррари» в Формуле-1.
Умер в январе 2012 года.

## Результаты в Формуле-1
| Легенда к таблице |                                                                    |
| --- | ------------------------------------------------------------------ |
| В таблице перечислены результаты всех Гран-при Формулы-1, в которых принимал участие гонщик. Строками таблицы являются сезоны, столбцами — этапы чемпионата мира. В каждой клетке указаны сокращённое название этапа и результат, дополнительно обозначенный цветом. Расшифровка обозначений и цветов представлена в нижеследующей таблице. |                                                                    |
| \| Пример \| Описание \| \| ------------ \| ------------------------------------------------------------------ \| \| 1 \| Победитель \| \| 2 \| Второе место \| \| 3 \| Третье место \| \| 5 \| Финишировал, заработав очки \| \| Сход \| Не финишировал, но при этом заработал очки \| \| 12 \| Финишировал, не получив очков \| \| НКЛ \| Финишировал, но не попал в финальную классификацию \| \| 15 \| Участвовал вне зачёта, либо по отдельной классификации \| \| 18 \| Не финишировал, но попал в финальную классификацию \| \| Сход \| Не финишировал \| \| НКВ \| Не прошёл квалификацию \| \| НПКВ \| Не прошёл предквалификацию \| \| ДСК \| Дисквалифицирован \| \| ИСК \| Исключён из протокола соревнований \| \| ТТ \| Заявлен для участия только в тренировках \| \| НС \| Участвовал в квалификации, но не стартовал в гонке \| \| Т \| Травмирован или болен \| \| ОТК \| Отказ от участия \| \| НТР \| Прибыл на соревнования, но на трассу не выезжал \| \| НПР \| Был заявлен в числе участников, но не прибыл к началу соревнований \| \| О \| Соревнования отменены \| \| \| Не участвовал \| \| Поул-позиция \| \| \| Быстрый круг \| \| |                                                                    |
| Пример | Описание                                                           |
| 1 | Победитель                                                         |
| 2 | Второе место                                                       |
| 3 | Третье место                                                       |
| 5 | Финишировал, заработав очки                                        |
| Сход | Не финишировал, но при этом заработал очки                         |
| 12 | Финишировал, не получив очков                                      |
| НКЛ | Финишировал, но не попал в финальную классификацию                 |
| 15 | Участвовал вне зачёта, либо по отдельной классификации             |
| 18 | Не финишировал, но попал в финальную классификацию                 |
| Сход | Не финишировал                                                     |
| НКВ | Не прошёл квалификацию                                             |
| НПКВ | Не прошёл предквалификацию                                         |
| ДСК | Дисквалифицирован                                                  |
| ИСК | Исключён из протокола соревнований                                 |
| ТТ | Заявлен для участия только в тренировках                           |
| НС | Участвовал в квалификации, но не стартовал в гонке                 |
| Т | Травмирован или болен                                              |
| ОТК | Отказ от участия                                                   |
| НТР | Прибыл на соревнования, но на трассу не выезжал                    |
| НПР | Был заявлен в числе участников, но не прибыл к началу соревнований |
| О | Соревнования отменены                                              |
| | Не участвовал                                                      |
| Поул-позиция |                                                                    |
| Быстрый круг |                                                                    |

| Сезон | Команда        | Шасси        | Двигатель           | Ш | 1   | 2   | 3   | 4   | 5   | 6   | 7        | 8   | 9   | Место | Очки |
| ----- | -------------- | ------------ | ------------------- | - | --- | --- | --- | --- | --- | --- | -------- | --- | --- | ----- | ---- |
| 1953  | Ecurie Espadon | Ferrari 166C | Ferrari 166 2,0 V12 | P | АРГ | 500 | НИД | БЕЛ | ФРА | ВЕЛ | ГЕР Сход | ШВА | ИТА | —     | 0    |